# ACX Cinemas
ACX Cinemas是香港已結業戲院，由宏寰文化傳播營運，位於北角渣華道北角匯2期2樓，於2020年11月28日開始營業，惟於2024年10月31日起暫停營業。

## 簡介
ACX並非連鎖院線，結業前唯一的戲院座落在北角匯，佔地約7,000平方呎，設有4間獨立影院，合共提供143個座位。其中一個影院8個座位均為按摩椅，為全港戲院獨有。。
2024年10月31日，ACX在Facebook宣佈，戲院進行「內部裝修」，該日起暫停營業。官網雖可瀏覽，但大部分內容已清空，未有場次上映及供預售。

## 外部連結
- ACX Cinemas的Facebook專頁
- ACX院線官方網站 （页面存档备份，存于）